# Épicéa de Schrenk
Picea schrenkiana
Espèce
Synonymes
- Pinus abies f. schrenkiana (Fisch. & C.A.Mey.) Voss[2]

Statut de conservation UICN

 LC  : Préoccupation mineure
Picea schrenkiana, l'Épicéa de Schrenk, est une espèce d'arbres conifères de la famille des Pinaceae et du genre Picea. Endémique des montagnes du Xinjiang, du Kazakhstan et du Kirghizistan en Asie centrale, ce résineux au port élancé atteint généralement 50 mètres de haut. Il croît dans les ubacs entre 1 300 et 3 600 m d'altitude généralement en forêt pure et doit son nom au naturaliste Alexander von Schrenk.

## Dénominations
Cette espèce est décrite par les botanistes allemands du XIXe siècle Friedrich Ernst Ludwig von Fischer et Carl Anton von Meyer, après un voyage dans ce qui est aujourd'hui le Kazakhstan et des récoltes faites par le naturaliste allemand de la Baltique Alexander von Schrenk. C'est en son hommage que cet arbre est nommé Picea schrenkiana.
En français, Picea schrenkiana est nommé « Épicéa de Schrenk, », en russe « Jel Schrenka (Ель Шренка) », en chinois « xue ling yun shan (雪岭杉) » et en anglais « Schrenk’s spruce » et « Asian spruce »,.

## Description

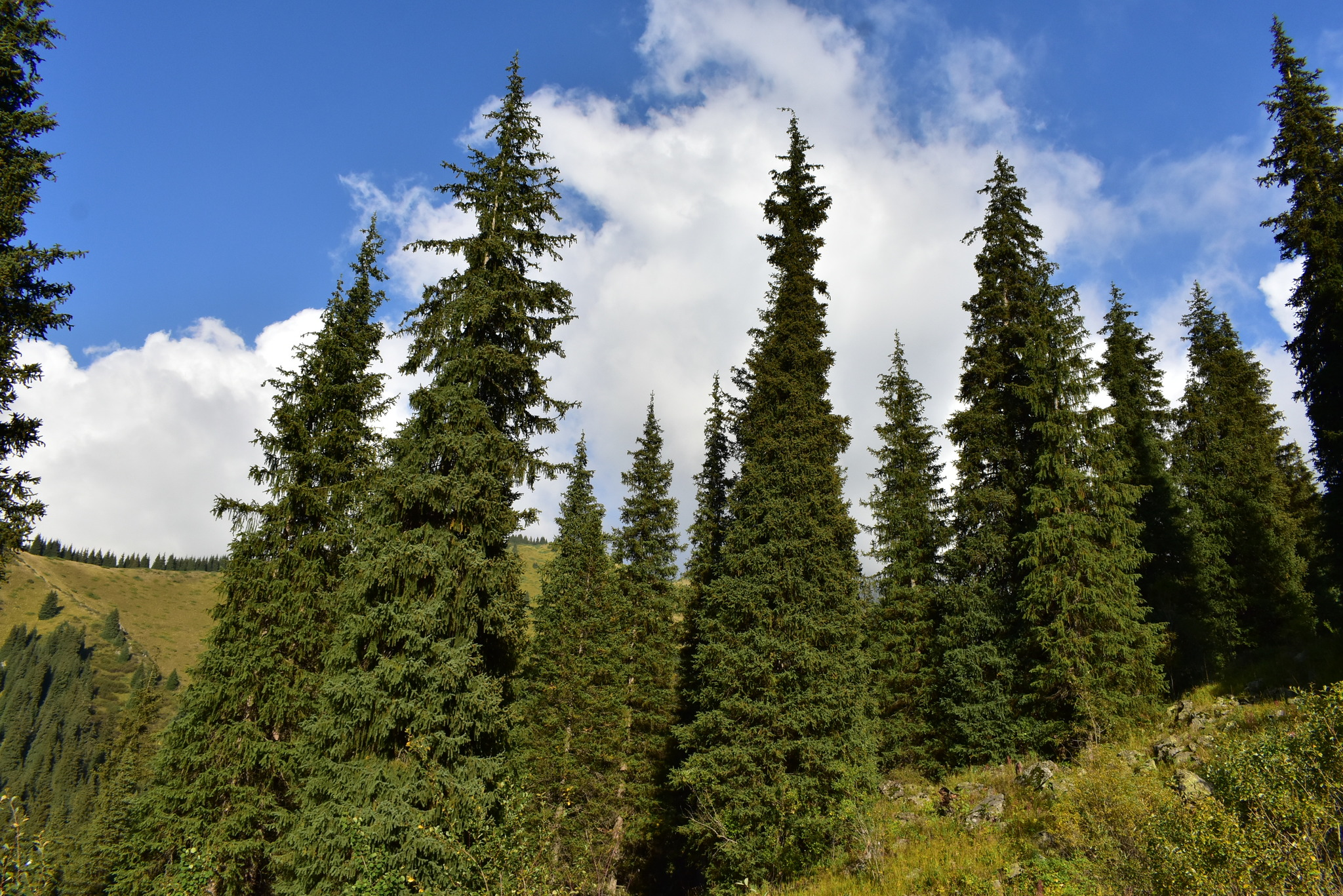
Épicéas de Schrenk (Sud d'Almaty, Kazakhstan).

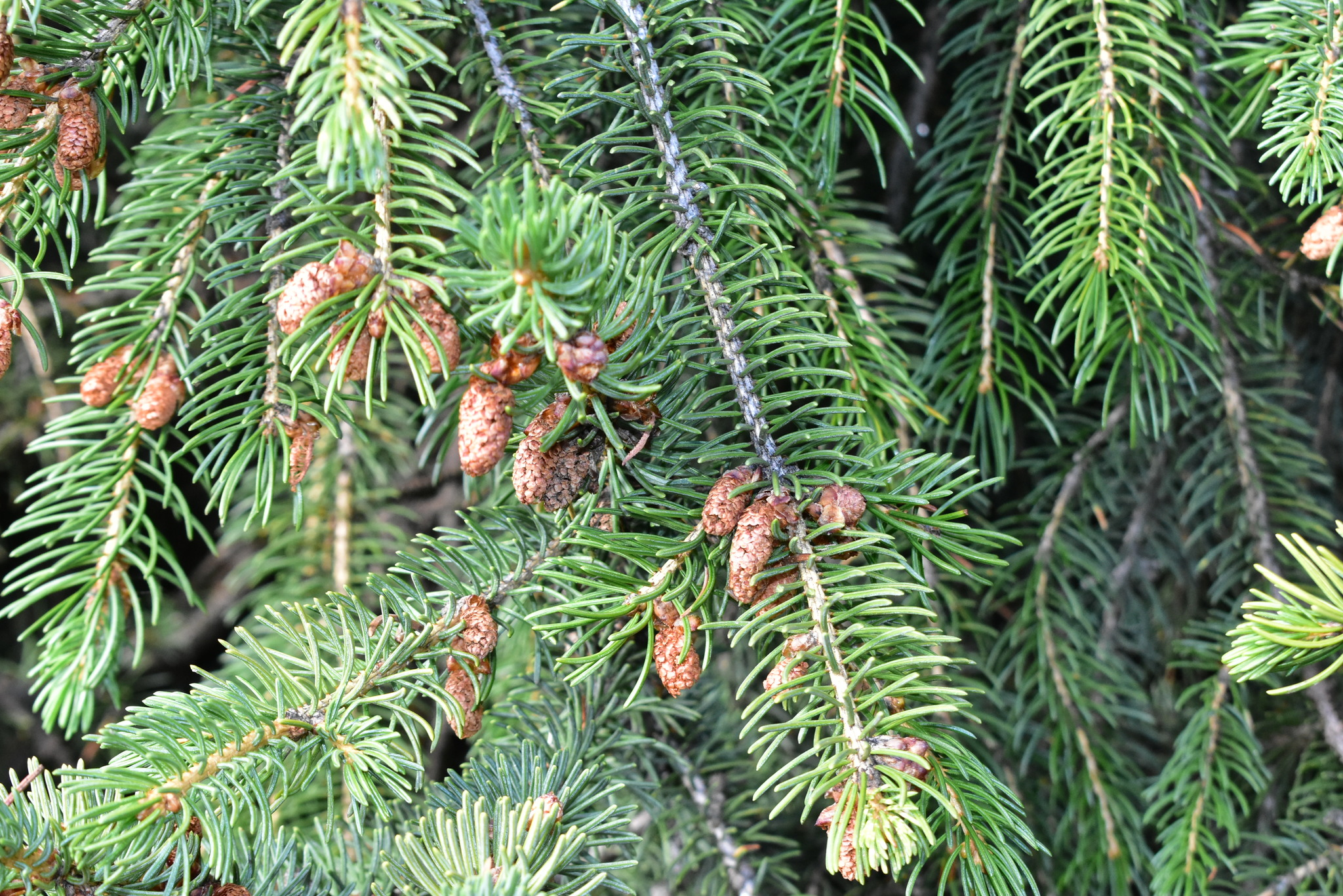
Épicéa de Schrenk, feuillage et cônes mâles.

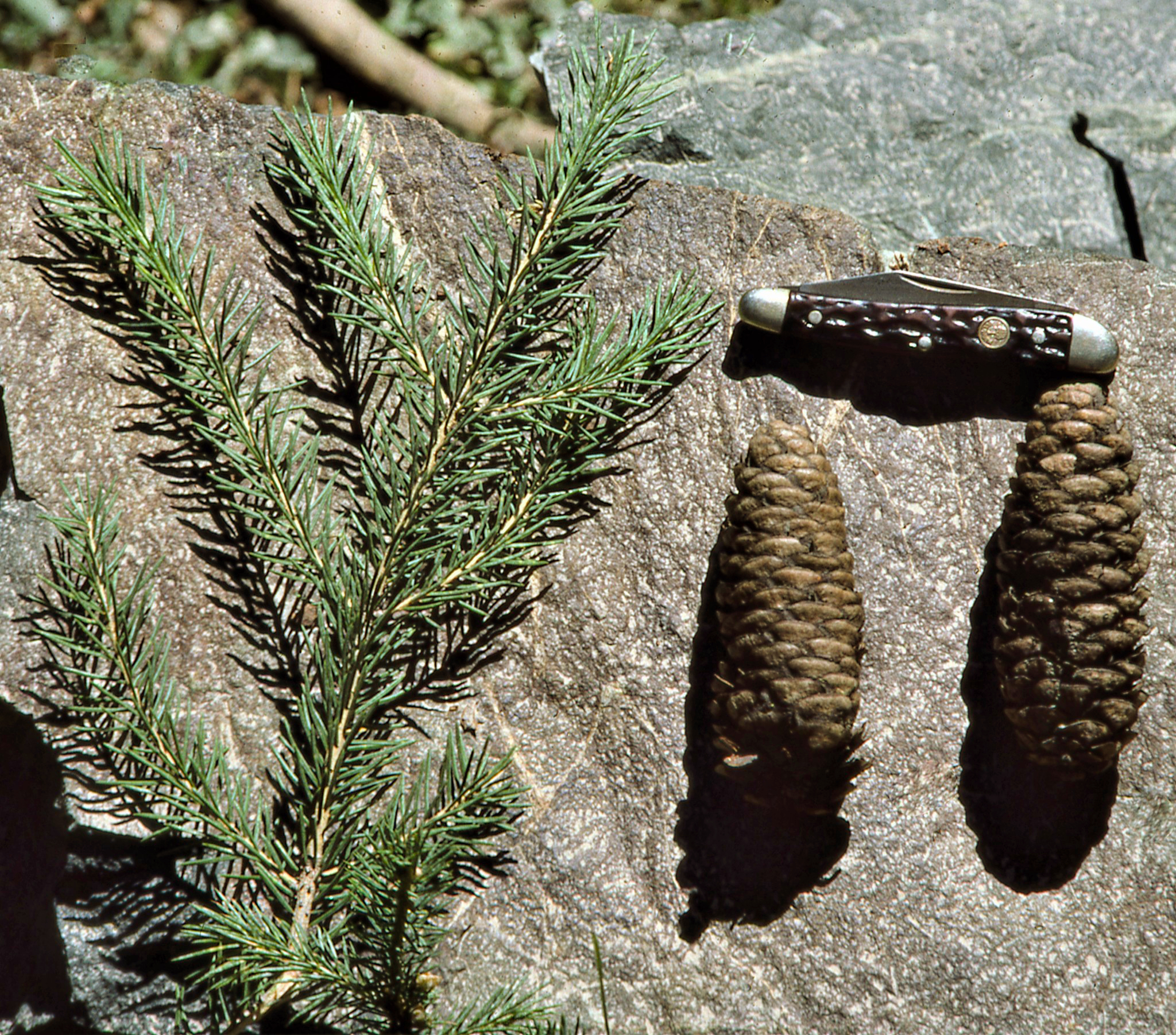
Picea schrenkiana spp. tianschanica, cônes femelles (Xinjiang, China).

L'Épicéa de Schrenk est un arbre mesurant jusqu'à 40 à 50 m de haut (et parfois 60 m), et dont le diamètre à hauteur de poitrine varie de 1 à 2 m pour les spécimens adultes. Son tronc unique est droit et présente une écorce écailleuse munie de petites plaques, gris noirâtre. L'écorce interne est orange,,.
Les premières branches sont courtes, nombreuses, étalées et descendant généralement jusqu'au sol ; celles du second niveau sont courtes, nombreuses, très denses, généralement étalées et la couronne est étroitement conique, dense. Les rameaux sont courts, épais, rigides, jaunâtres ou gris jaunâtre pâles, striés de manière proéminente et profondément cannelés, diversement pubescents ou glabres,.
Le renflement à la base de l'aiguille est proéminent, mesurant de 1,5 à 2 mm de long. Le bourgeon végétatif (à bois et à feuille) est conique, large, parfois ovoïde, aigus. Il mesure de 5 à 10 mm de long pour 4 à 7 mm de large. Il est non résineux, ses écailles sont triangulaires, jaune-brun brillant et persiste plusieurs années. L'aiguille s'étale radialement et mesure de 2 à 3 cm de long pour 1 à 1,5 mm de large. Elle est linéaire, incurvée, rhombique en section transversale, avec deux nervures sur les côtés opposés. Sa pointe est piquante. Elle présente de 2 à 4 lignes de stomates sur chacune de ses quatre faces rainurées. Sa couleur est verte, et ses lignes stomatiques sont blanchâtres,,.
Le cône mâle producteur de pollen est axillaire, coloré de rouge jaunâtre, jaune à maturité, et mesure de 1,5 à 2,5 cm de long. Le cône femelle, producteur de graines, est terminal, érigé au début, pendant à maturité, brièvement pédonculé ou sessile, cylindrique à oblong, parfois légèrement effilé vers l'apex. Il mesure de 8 à 10 cm de long pour 2,5 à 3,5 cm de large. Immature, il est coloré de violacée ou de verdâtre, mûrissant en noir violacé ou brun terne,.
L'écaille qui protège la graine présente un large profil obovale et s'ouvre à 90°. Elle mesure de 1,3 à 1,8 cm de long, sa surface est striée et glabre et son bord supérieur est arrondi ou tronqué. La graine est ovoïde, pointues à la base, brun foncé avec des taches blanchâtres et mesure de 4 à 5 mm  de long pour 3 mm de diamètre. Elle présente des ailes ovales brun-orange mesurant de 8 à 10 de long pour 5 à 6 mm de large,,.

## Distribution
L'Épicéa de Schrenk est présent dans le massif du Tian Shan (Xinjiang, Chine), dans les montagnes autour de la rivière Naryn et du lac Yssyk Koul (Yssykköl, Kirgyzstan) ainsi que dans l'Almaty au Kazakhstan,,.

## Sous-espèces
En plus de la sous-espèce type, il existe une autre sous-espèce Picea schrenkiana subsp. tianschanica (Rupr.) Bykov. Son aiguille est plus petite, mesurant 1,5 à 2 cm de long et plus large mesurant 1,4 à 2 mm ; sa graine est plus ovale et son écaille est large et ridée. Elle est restreinte à l'Ouest du massif du Tian Shan, en Chine, et au Kirgyzstan autour de la rivière Naryn.

## Écologie

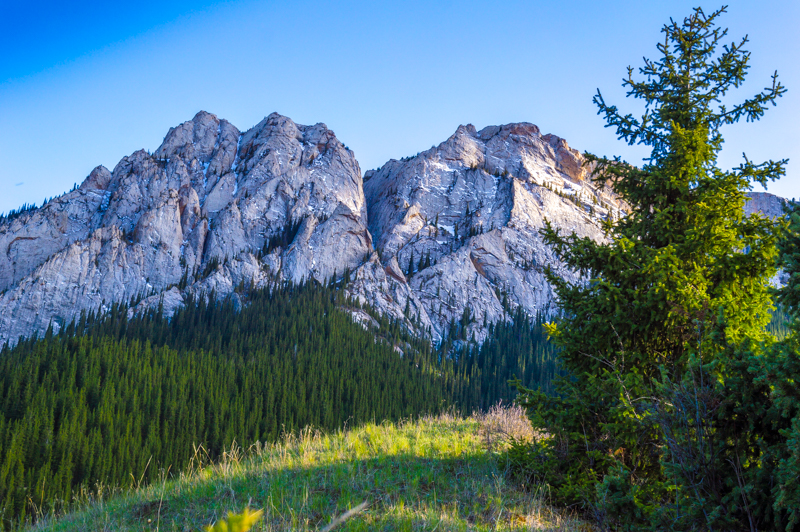
Gorge de Komirshi (Kazakstan)

L'Épicéa de Schrenk est une espèce de climat continental froid, où la limite basse des températures atteint entre −34,3 et −28,9 °C. Elle est présente de l'étage montagnard à subalpin, généralement entre 1 300 et 3 000 m d'altitude et jusqu'à 3 600 m, surtout sur les pentes orientées au Nord et dans les ravins frais. Elle pousse préférentiellement sur les sols rocailleux où s'infiltrent les eaux de fonte des neiges,.
L'Épicéa de Schrenk forme généralement des forêts pures, mais il est parfois mélangé avec la sous-espèce semenovii du Sapin de Sibérie et, à des altitudes plus basses, avec les Ormes et les Peupliers le long des ruisseaux. Juniperus pseudosabina se trouve généralement sur les pentes orientées au Sud, en dehors de la forêt d'épicéas, mais peut parfois former une couverture arbustive dans celle-ci,.
Sa floraison et la diffusion de son pollen anémophile ont lieu au printemps et ses graines sont matures en automne.

## Usages

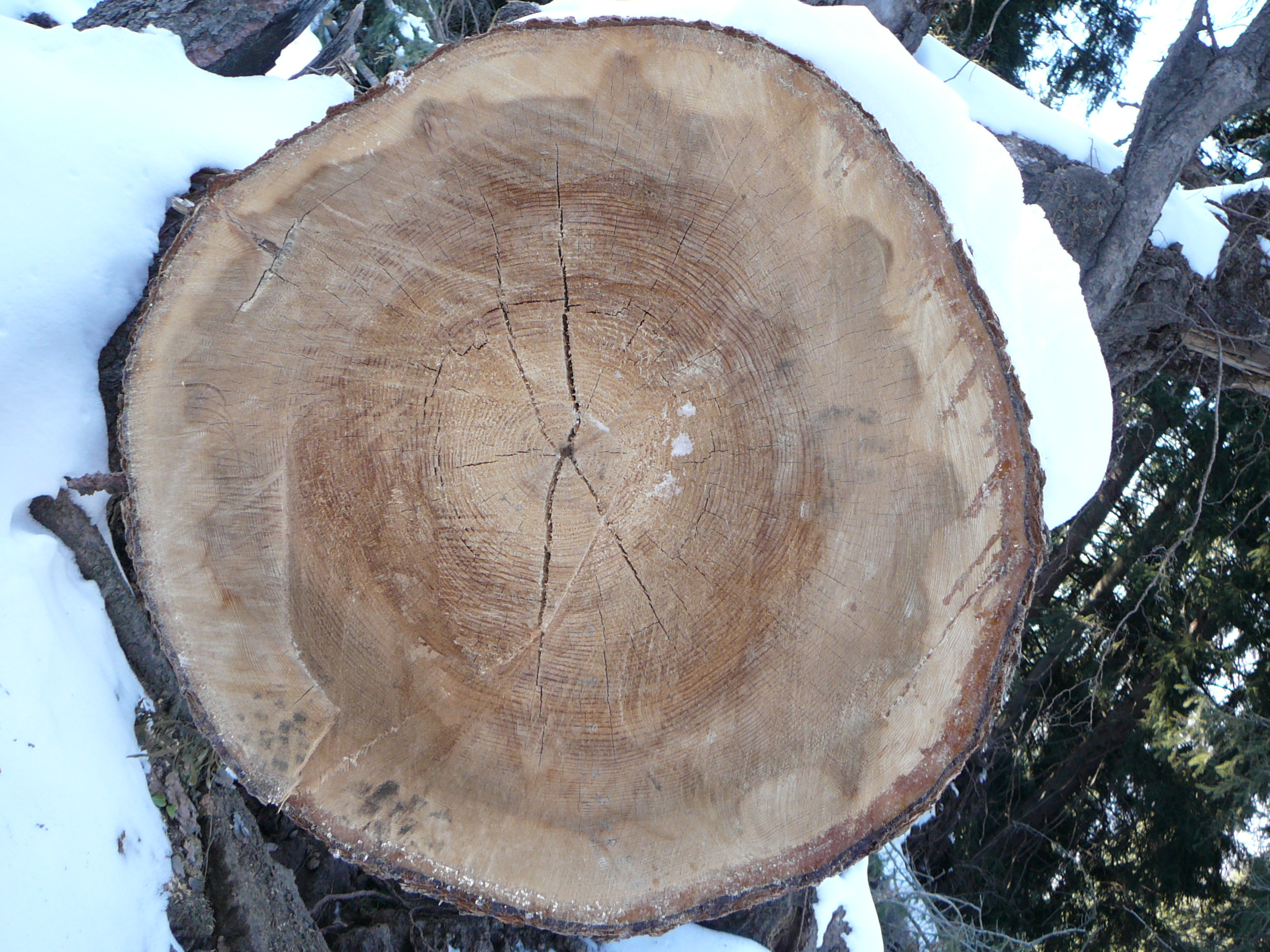
Coupe transversale du tronc.

L'Épicéa de Schrenk produit un bois de valeur, pour la menuiserie, la construction, les avions, les machines, les poteaux et la pâte à bois. Du tanin est également extrait de son écorce. Mais son exploitation est entravée par l'éloignement des montagnes où il se trouve, loin des ports et des centres industriels. Sa culture est rare en Russie, principalement dans un objectif de reboisement, et absente ailleurs,.
Quelques arbres ornementaux sont plantés dans des arboretums européens et américains ; il existe d'ailleurs des cultivars aux formes compactes nanifiées, principalement en Europe centrale et orientale,.